# ゆきひろ (企業)
株式会社ゆきひろは、広島県尾道市に存在する企業である。同市栗原町と美ノ郷町三成店舗を構える。

## 沿革
- 1950年4月 - 尾道市栗原町亀川で八百屋「行広光夫商店」を創業。
- 1977年6月 - 同市栗原町に「大池店」を開店。
- 1977年7月 - 有限会社ゆきひろを設立。
- 1984年8月 - 同市美ノ郷町三成に三成店を開店。(現・尾道浪漫珈琲三成店)
- 1988年6月 - 同市新高山に、「新高山店」を開店。
- 1989年6月 - 有限会社尾道つたやを設立。TSUTAYA尾道店を開店。
- 1991年4月 - 同市栗原町に、「MATE栗原店」を開店。大池店を改装し、TSUTAYA新尾道店を開店。
- 1992年7月 - 「株式会社ゆきひろ」に商号変更。
- 2004年7月 - TSUTAYA尾道店を、栗原店に移動。
- 2009年2月 - 株式会社ゆきひろと株式会社尾道つたやが合併。
- 2013年7月 - 三成店移転。

## 店舗
2店舗ある。

### アメニティパークめいと栗原店
株式会社ゆきひろの中核的施設で、3階建て。しかし、3階は本社が入居しているため、普段立ち入ることはできない。駐車場を完備しており、証明写真機を設置している。
1階
- ゆきひろ栗原店
- 桃太郎本舗
- クリーニングのきょくとう

2階
- ダイソー
- TSUTAYA
- 西陣 PICASSO

### フーズマーケットめいと三成店
1984年8月に完成し、2013年7月に移転している。移転先は、旧三谷屋三成店。移転跡地は、尾道浪漫珈琲となっている。入居店舗は、ゆきひろ三成店とヤマダクリーニング。付近に呉服店、パレット三成店がある。

### TSURUYA Smile mini Market 住吉浜店
2019年7月8日、尾道市役所近くの十四日元町に開店。店名にあるTSURUYAとは、近隣にあったスーパーの名前である。

### 閉店した店舗
- 大池店(尾道市栗原町) - 新尾道駅前の駐車場付近に存在していた。TSUTAYA尾道店となり、その店舗が移転したため、今に至る。「大池」とは、近くの池の名称。
- 新高山店(尾道市新高山) - 市民病院のある団地に存在していた。移転、拡大はなく閉店。